# Фејз Кашани
Мула Мухсин Фејз Кашани (персијски ملا محسن فیض کاشانی) је рођен 1599. у Кашану. Фејз Кашани је био један од Мула Садриних ученика и он је најизворније тумачио Мула Садрина филозофска становишта. Умро је 1680. godine.

## Биографија
Фејз Кашани је рођен у Кашану, централном делу данашњег Ирана, а из љубави према стицању знања, велики део свог научног живота провео је у Кому и Ширазу. Фејз Кашани је имао прилику да, поред предавања Мула Садре Ширазија, присуствује предавањима Мир Дамада и шејха Бахаија. У неким од својих списа, он помиње наслове преко 80 научних посланица, трактата и опширних монографија које је исписао. Међутим, историчари сматрају да је број његових писаних дела знатно већи. Примера ради, Фејзов син Мухамед Аламул-худа у својим делима наводи преко 130 наслова књига и посланица које је написао његов отац.‍:pp. 251.
Фејз је био изванредан познавалац шиитске јуриспруденције. Велике и значајне јуристичке збирке које је за собом оставио сведоче у корист овој тврдњи. Стога га је сафавидски шах Абас II званичним писмом позвао у Исфахан како би му поверио функцију главног јуристичког представника сафавидске династије (шејхул-ислам). Но, Фејз је желео да се посвети својим научним активностима у Кашану и није прихватио ту понуду.‍:pp. 251.
У својим филозофским ставовима, Фејз је важио за званичног наследника Мула Садре Ширазија. Заговарао је садржинску усклађеност између филозофије, гнозе и религије иако је инсистирао на њиховој методолошкој разноликости. Фејз је у својим делима потпуно јасно презентовао разне демонстрације које је у корист већег дела филозофских доктрина изнео његов славни учитељ.

## Дела
Фејз Кашани је био посебно наклоњен исламској доктринарној гнози. Због те своје посебне склоности детаљно је анализирао онтолошке и космолошке аспекте трансцендентне филозофије. Он је умногоме допринео разјашњењу и продубљењу јасног односа између те значајне филозофске школе и исламске доктринарне гностичке баштине.
Фејз Кашани је за собом оставио драгоцена дела, попут троделне збирке о тумачењу кур'анског текста са називима ас-Сафи, ал-Асфа, ал-Мусаффа, као и традиционалну збирку ал-Вафи у којој је сабрао бројна предања веровесника ислама и његових наследника. Он је такође написао и књигу ал-Махаџат ал-бајда [Бело одредиште] која представља његов иновативни коментар на Газалијево дело Ихја ал-'улум ад-дин [Оживљење религијских наука].
Међу његовим делима, посебну пажњу привлаче и две посланице: Илм ал-јакин [Извесно сазнање] и Ајн ал-јакин [Извесна реалност]. У првој посланици, Фејз се на неке од основних религијских доктринарних принципа осврће из перспективе традиционалних предања. Међутим, у оквиру друге посланице, он је исте принципе образложио и демонстрирао користећи аргументе који су утемељени у баштини трансцендентне филозофије. Фејз је писао засебне трактате и посланице о суштини егзистенције, о могућем постојању (ал-вуџуд ал-имкани), о детерминизму и о човековој слободној вољи, као и о осталим филозофским темама.‍:pp. 252.